# Финансовая реформа Петра I

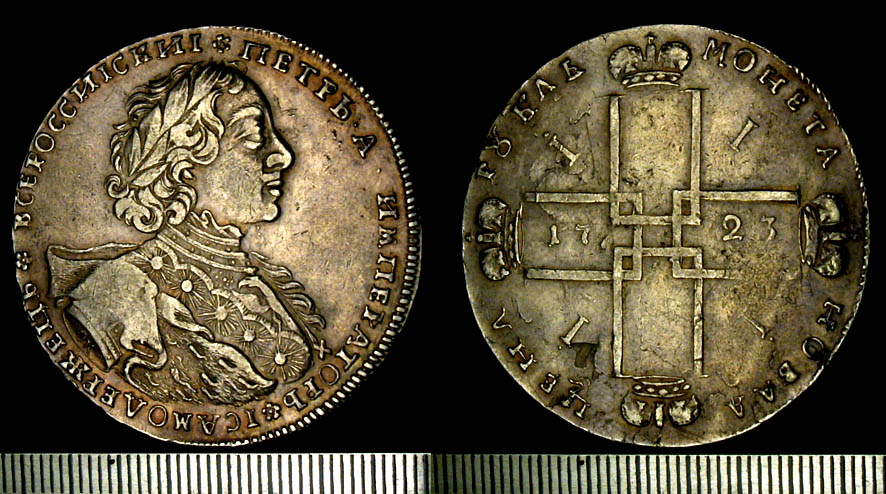
Рубль серебром. 1723

Два рубля золотом с профилем Петра. 1720

Финансовая реформа Петра I — реформа российского императора Петра I, проводившаяся с целью устранения дефицита государственного бюджета Российской империи.

## Причины реформы
Основной причиной, послужившей проведению финансовой реформы, была нужда в денежных средствах для строительства флота, обустройства армии, ведения Северной войны 1700—1721 годов. В условиях крупномасштабных государственно-политических и социально-экономических преобразований осуществлялись огромные финансовые затраты. Финансовая система его предшественников уже не удовлетворяла нужды государства на свершение великих дел, в частности, система подворного налогообложения, введённая ещё в 1678 году. Появлялись недоимки, дефицит государственного бюджета, что, в значительной мере, угрожало как внутренней, так и внешней безопасности страны. Первые годы финансовой деятельности Петра I были плохо обдуманы, поэтому его первые свершения в этой сфере хоть и давали результаты, но были недолговечны. Объяснялось это прежде всего стремлением Петра I как можно быстрее получить средства для создания регулярной армии и флота. В последующие годы значительное влияние на деятельность Петра I в финансовой сфере оказали идеи меркантилизма, а также его окружение (например, обер-фискал Алексей Нестеров, советовавший Петру провести подушную реформу).

## Реформа городского обложения
Ещё предшественниками Петра I была проведена финансовая реформа 1679—1681 годов, по которому плательщики-горожане были связаны круговой ответственностью за сбор налогов, а сам их сбор был возложен на выборных из числа горожан. В 1681 году была проведена неудачная попытка привлечь высшее московское купечество к ответственности за полноту казённых платежей во всём государстве. Причиной тому было желание московского правительства поручить сбор городских налогов гостям и людям гостиной и суконной сотен, которые могли бы ответить за недобор своим имуществом.
Указом 1 марта 1698 года Пётр I подтвердил указы своих предшественников на право городов собирать стрелецкие (то есть деньги, собираемые с городского населения) и оброчные деньги выборными земскими старостами, волостными судьями и целовальниками, состоявшими в земских избах, в обход воевод и приказных людей. Делалось это для того, чтобы воеводы и приказные люди не злоупотребляли своим положением и не занимались дополнительными сборами с городского населения. Однако городское население, согласившееся на введение новых учреждений, вынуждено было платить государству окладные сборы в двойном размере. В дальнейшем, увидя нежелание горожан к самоуправлению, вызванное высокими сборами, правительство отменило двойные оклады, но реформа была объявлена обязательной во всех городах.
Тогда же, в 1698 году, Пётр переименовал земских старост в земских бурмистров, а таможенных и кабацких верных голов — в таможенных и кабацких бурмистров. В Москве была учреждена Бурмистерская палата. С 17 ноября 1699 года она была переименована в Ратушу.
Ратуша состояла из выборных от московских купцов и была подчинена Большой казне. Ратуше, в свою очередь, подчинялись земские бурмистры всех городов. Обязанностью земских бурмистров было наблюдение за сборами и оброчными статьями в городах и уездах, они также посылали подчинённых им таможенных и кабацких бурмистров для отчётности в Москву. В ведение Ратуши были переведены все сборы, которые собирались с 1681 года.
Учреждение Ратуши значительно изменило устройство приказного хозяйства. Большая казна потеряла главный источник своего дохода — таможенные и кабацкие сборы, и вся её деятельность с тех пор была сосредоточена на перечеканке иностранной монеты. Старинные четверти — устюжская, костромская, владимирская и галицкая — прекратили своё существование, потому что подведомственные им ранее сборы с городов были переданы Ратуше, которой после упразднения воевод и поручения управления и суда бурмистрам также отошло управление и суд в городе. Другие приказы, например Посольский приказ, лишились собственного дохода, хотя и продолжали существовать: деньги на своё содержание большинство приказов стало получать из Ратуши.
Все эти преобразования, однако, не создали нового источника доходов, а ведь это и было главной причиной проведения реформы в сфере городского обложения. Тем не менее, правительство получило гарантию поступления прямых налогов, причём их взимание не требовало никаких затрат. Постепенно Ратуша, сосредоточившая в своих руках главные сборы, таможенный и кабацкий, оказалась не в состоянии полностью содержать армию и флот, численность которых с каждым годом увеличивалась. Не была полностью решена проблема, связанная с дополнительными сборами с населения. Если раньше этим занимались воеводы и приказные люди, используя эти деньги в личных целях, то теперь ими стали земские бурмистры. Даже после введения прибыльщиков, которые должны были следить за сборами в городе, отдельные поборы сохранялись.

## Первая реформа приказов
Необходимость постоянного содержания регулярной армии и флота привела к реформированию в сфере приказов. Был учреждён Военный приказ, объединивший прежние Иноземский и Рейтарский приказ; Приказ артиллерии, Преображенский приказ, ведавший устройством Преображенского и Семёновского полков; Адмиралтейский приказ и Военно-морской приказ, ведавший иностранным персоналом русского флота. Это привело к некоторому увеличению государственной казны.

## Денежная реформа

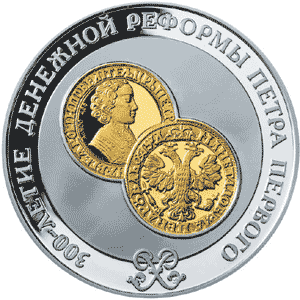
Памятная монета 2004 года

В 1703—1706 годах за Ратушей стали появляться недоимки: это угрожало существованию армии и флота. Чтобы как-то получить средства, необходимые для содержания армии и флота, Пётр I начал перечеканку монет. Однако простой перечеканкой иностранной монеты, которая появлялась в России от продажи иностранным государствам казённых товаров, решить проблему не удалось (хотя доход от этого составлял 86 000 рублей), поэтому Пётр ввёл новые монеты. До того времени в России были в ходу только копейки, равнявшиеся двум деньгам (1 деньга = 1/2 копейки). Копейка при этом не считалась основной денежной единицей, а слово «копейка», бывшее лишь разговорным, не чеканилось на монетах. Отныне рубль стал равняться 100 копейкам или 200 деньгам. Пётр I ввёл разменную медную монету — денежки, полушки и полуполушки — и велел начеканить серебряные рубли, полтины, полуполтины, гривенники, пятаки, трёхкопеечники, причём вес этих монет уменьшился. Все наличные деньги из приказов было велено доставить на Денежный двор, откуда деньги вернули приказам новыми монетами, добавив 10 % — «по гривне на рубль». В результате проведенной реформы основной денежной единицей стала не деньга, а копейка, а её название впервые появилось на монетах. Тогда же был отменен и неразменный рубль, бывший с XV века условной денежной единицей, использовавшейся в качестве эталона при обменных операциях.
Был запрещён счёт на старые деньги и алтыны (3 копейки). При Петре появился первый винтовой пресс. За период правления несколько раз понижались вес и проба монет, что привело к бурному развитию фальшивомонетничества. В 1723 году были введены в обращение медные пять копеек («крестовой» пятак). Он имел несколько степеней защиты (гладкое поле, особая соосность сторон), но подделки стали чеканить не кустарным способом, а на иностранных монетных дворах. По зарубежному образцу стали чеканить золотые червонцы, впоследствии от них отказались в пользу золотой монеты достоинством в два рубля. Пётр I планировал ввести в 1725 году медный рубль-плату по шведскому образцу, но эти планы осуществила только Екатерина I.
Прибыль от монетной реформы сначала была огромной, но постепенно снижалась. Эта денежная перечеканка немного облегчила положение финансов в стране, но вскоре появилось множество проблем: цена русской монеты упала почти наполовину, а цены всех товаров поднялись вверх в два раза; затем упали в два раза все окладные платежи.

## Усиление налогового гнёта
Расходы продолжали расти. Поэтому Пётр прибегнул к обложению налогами всех статей хозяйственной жизни, какие только возможно было обложить. Для этого в 1705 году было учреждено новое ведомство — Ингермандландская канцелярия во главе с А. Д. Меншиковым. В результате появились налоги на частную рыбную ловлю, бани, постоялые дворы, мельницы, пчельники, конюшни и площадки, где производился торг лошадьми. Продолжали брать пошлину со старообрядцев за право ношения бороды, брали с них двойной налог за приверженность к старым обрядам, обложили особым сбором дубовые колоды, которые шли на изготовление гробов, ввели обязательное использование гербовой бумаги. Всего с населения взималось до 30 различных налогов.

## Монополизация
1705 год в финансовом отношении был особенно тяжёлым для Петра I: происходило переустройство армии, формировались драгунские и новые пехотные полки, шла полным ходом перестройка балтийского флота. Поэтому введение новых монет и налогов не могли полностью решить финансовых проблем. Тогда Пётр монополизировал торговлю некоторыми товарами — государство присвоило себе исключительное право торговать ими как внутри страны, так и с иностранными купцами. Указом 1 января 1705 года была монополизирована продажа соли, её стали продавать вдвое дороже той цены, по которой соль доставляли в казну подрядчики. Цену на соль установили в среднем 10 ½ копеек за пуд. Кроме того, была монополизирована продажа алкоголя, дёгтя, мела, рыбьего жира, ворванного и квашеного сала, щетины. Была значительно расширена торговля казёнными товарами.
Пётр I также распорядился перевозить за границу часть казённых товаров и там продавать, чтобы на вырученные деньги покупать иностранные товары. Всей этой казённой торговлей с 1705 года управлял Дмитрий Соловьёв. В главнейших торговых городах Европы были учреждены должности особых торговых агентов, которые продавали русские казённые товары и исполняли требования русского правительства по закупке иностранных.

## Финансовое хозяйство и губернии
Для лучшего удовлетворения военных нужд Пётр I передал финансовое хозяйство учреждённым им в 1708 году губернаторам. Эта мера значительно подорвала значение Ратуши как центрального финансового ведомства. В 1710 и 1711 годах Пётр созвал съезды губернаторов, воевод и бурмистров по городам. На этих съездах были выяснены и разработаны основы нового финансового устройства страны по губерниям. В результате нового устройства перестали существовать Ратуша и последние приказы, которые ведали отдельными местностями страны. Основной чертой новой финансовой организации было распределение содержания полков по губерниям. При этом губерния должна была поставлять не только деньги, но и рекрутов. При каждом полку находился комиссар от губернии, содержавший этот полк.

## Составление табелей
В 1710 и 1711 году были составлены табели, то есть росписи всех расходов с указанием, какой расход доходами какой губернии должен покрываться, или какая часть губернского сбора должна идти на покрытие какого расхода. Но на практике мера не могла быть осуществлена, так как табель, определявшая чуть ли не каждому губернскому сбору своё назначение, могла выполняться только тогда, если бы каждая отдельная сумма сразу же после сбора её посылалась туда, куда была определена для израсходования.

## Замена серебра медью
Так как денег в казне и при новом устройстве хозяйства не хватало, то нехватку старались покрыть старыми средствами — перечеканкой монеты. С 1711 года была прекращена чеканка мелкой серебряной монеты, её заменили медью. Казённые же платежи взимались серебром. В результате к последним годам жизни Петра I медные монеты полностью вытеснили из обращения мелкое серебро, из-за чего создавались большие неудобства при расчётах. За полвека до этого попытка введения медной монеты привела к Медным бунтам, в результате которых от идеи замены серебра медью правительство вынуждено было отказаться. Теперь же, в условиях более сильной государственной власти, эта мера не вызвала противодействия со стороны населения.

## Проекты выхода из финансового кризиса
Ещё с 1710 года Петру стали поступать различные проекты путей выхода из финансового кризиса. Один из первых таких проектов принадлежал Савве Рагузинскому. Он подчёркивал, что назначение новых налогов с крестьянства приведёт к тому, что земля останется без крестьян. Рагузинский предлагал увеличить казну путём разных финансовых операций: займа внутри страны и за границей или путём введения налогов, которым бы облагалось платёжеспособное население страны, а не разорённые крестьяне. Автор также высказывал мысль о двойном увеличении обложения земли в городах, но эту тяготу, которая пала бы на торгово-промышленное сословие, можно было бы облегчить, дав больше свободы в торговле: оставив соль, вино, табак, поташ, соболей в казённой продаже, всё остальное предлагалось отдать на волю. Пётр воспользовался кое-какими указаниями этого проекта, разрешив торговлю всем и став советовать младшим детям в дворянских семьях заниматься торговлей и промыслами. Это, конечно же, вызвало недовольство купечества.
В других проектах правительству рекомендовалось обратить особое внимание, во-первых, на торговлю казёнными товарами, число которых предлагалось ограничить, во-вторых, на косвенные налоги.

## Введение подушной подати
С 1716 года Пётр снова серьёзно занялся вопросами финансовой политики и экономики. В 1716—1717 годах на политику царя оказывали значительное влияние идеи меркантилизма. Это выразилось прежде всего в создании новых мануфактур и разработке естественных богатств страны — полезных ископаемых.
Наряду с этими проблемами снова был поднят вопрос о более тщательном подсчёте количества налогоплательщиков. Очень волновал вопрос резкого снижения населения страны, которую показала перепись 1710 года. Однако в дальнейшем выяснилось, что основной причиной «демографического кризиса» в стране стало простое стремление налогоплательщиков избежать налогового гнёта. Если крестьяне спасались от налогов побегами, то помещики повсеместно искусственно уменьшали количество плательщиков. Поиски новых источников пополнения государственного бюджета привели к коренной реформе всей налоговой системы — введению единой подушной подати, при которой учитывалось всё мужское население. Мысль о такой реформе была не новой. Ещё царевна Софья желала осуществить реформу податного обложения, заменив подворную подать подушной. При Петре I эту идею отстаивал обер-фискал Алексей Нестеров. Он считал, что налогообложение, основанное на подворной подати, само по себе несправедливо: в одних дворах могло жить по 20-30 человек, а в других — 5-10. Для последних налоговый гнёт значителен, так как у них меньше рабочих рук. Поэтому Алексей Нестеров предложил собирать подати, сборы и повинности не со дворов, а с рабочих душ. В дальнейших предложениях предлагалось ввести особую полицию и паспортную систему в деревне, что значительно уменьшило бы побег крестьян.
Все проекты советовали, во-первых, подсчитать всё мужское население страны без различия возраста, во-вторых, подсчитать требуемую казне сумму, кроме кабацких и таможенных сборов, в-третьих, определить количество сборов с каждого человека путём деления суммы доходов на количество душ.
Большое влияние на введение подушной подати в России оказала налоговая системы европейских стран, прежде всего Франции. 26 ноября 1718 года указом Петра I была начата перепись населения. В январе 1720 года Пётр распорядился производить перепись не только крестьянского населения, но и дворовых людей, холопов и церковников.
С января 1722 года было начато распределение полков в губерниях и также ревизия — пересмотр переписи. Для производства ревизии по губерниям были разосланы генералы с прикомандированными к каждому офицерами, которые и должны были произвести пересмотр переписи на месте. Эта работа была закончена только в 1727 году, но уже в 1724 году было выяснено общее число податного населения: его оказалось 5 570 458 против 2 874 685 человек по переписи 1710 года. В 1724 году было назначено брать по 80 копеек с души, но в 1725 году эта цифра была снижена до 74 копеек, а после смерти Петра — до 70 копеек. Эти суммы были определены из потребностей ежегодного содержания армии (4 миллиона рублей) и флота (2,2 миллиона рублей). Сверх того, государственные крестьяне, которые не платили оброка владельцам, были обложены дополнительным сбором в 40 копеек. Посадское население должно было платить государству 1 рубль 20 копеек. Таким образом, подушная подать способствовала увеличению доходов государства по сравнению с доходом от прежнего сбора.
Осуществление податной реформы имело не только финансовое, но также и серьёзные социальные последствия, распространив податную повинность на ранее свободные от податей категории населения («гулящие люди», вольные холопы) и одновременно образовав новый социальный слой внутри крестьянства (государственные крестьяне). Тяжесть подушной подати была и в том, что она никогда не была податью, взимаемой, так сказать, с живой души. Душа была счётной — между ревизиями умершие не исключались из податных списков, а новорождённые не включались.

## Финансовое ведомство
Со времени учреждения коллегий во главе финансового ведомства должны были стать Камер-коллегия и Штатс-контор-коллегия. По регламенту Штатс-конторы на неё возлагался надзор за всеми государственными расходами. В этой коллегии должны были составляться штаты государственных расходов по:
1. по дворам;
2. по кабинетной сумме (по государевым нуждам);
3. по штатам коллегий;
4. по штатам всех высших и низших судов;
5. по гвардии и пехоте;
6. по кавалерии;
7. по артиллерии;
8. по фортификации;
9. по генералитету;
10. по адмиралтейству;
11. по губернскому и провинциальному управлению;
12. по церквям, просвещению, благотворительности;
13. по общественным постройкам;
14. по медицине;
15. по дипломатии.

Составив по этим пунктам смету, Штатс-контора вычисляла, сколько придётся расхода по всем отделам на каждую провинцию, и сравнивала эти расходы с доходами провинции. Недостаток сбора в одной провинции Штатс-контора покрывала излишком в другой. Все излишки против сметы из провинций должны были присылаться в Санкт-Петербург, в главную Казённую палату. Сам доход собирался особыми чиновниками — камерирами, находившиеся в ведении Камер-коллегии так же, как и казначеи — рентмейстеры, которым камериры сдавали на хранение собранные деньги в подведомственные им рентереи — казначейства.
Обязанность Камер-коллегии состояла в том, чтобы надзирать и управлять окладными и неокладными деньгами. Камер-коллегия собирала сведения относительно общего состояния государственного хозяйства, пересматривала оклады податей. Камер-коллегия делилась на три конторы. Затем в ведении Камер-коллегии состояла гражданская счётная контора, занимавшаяся всеми делами относительно гражданских штатов. Пошлинная и акцизная конторы также подчинялись Камер-коллегии. Ей были также подведомственны инспектор камер-архива, директор и инспектор над межевщиками, комиссар подрядных дел и провиантмейстер. Камер-коллегия находилась в постоянном и тесном контакте со Штатс-контор-коллегией, откуда она получала штаты расходов, извещения о промедлении в поступлении сборов, о затруднениях в покрытии тех или иных расходов.
К числу финансовых коллегий принадлежала вскоре упразднённая Ревизион-коллегия и часть Мануфактур- и Коммерц-коллегии, которые сносились с Камер-коллегией относительно обложения пошлиной товаров, устройства таможни и т. п.
Во главе низшего финансового управления находился земский комиссар, обязанный взыскивать все подати.